# 城南鄉 (鄰水縣)
城南鄉（城南公社），是四川省鄰水縣曾经下辖的一个乡，存在至1993年。

## 沿革[1]
1953年8月10日。第二區(城南區)公所從解慍鄉划出6個村。增建城南鄉人民政府。1956年1月，第二區公所撤銷。城南鄉人民政府改稱城南鄉人民委員會，直屬縣人委領導。1958年12月，城南鄉人民委員會改稱城南人民公社。1961年1月，城南區公所成立，城南人民公社又劃歸城南區公所領導。1966年5月「文革」開始後，城南人民公社工作受到干擾。1967年3月，由公社武裝幹部和群眾代表主持成立了城南人民公社生產辦公室，負責公社日常工作。1993年改置城南鎮。